# 씨앙텅 사원
씨앙텅 사원(라오어: ວັດຊຽງທອງ)은 라오스 루앙프라방에 있는 불교 사원이다. 1559년부터 1560년 사이에 지어졌다. 황금도시의 사원이라는 뜻이다.